# Janusz Żernicki

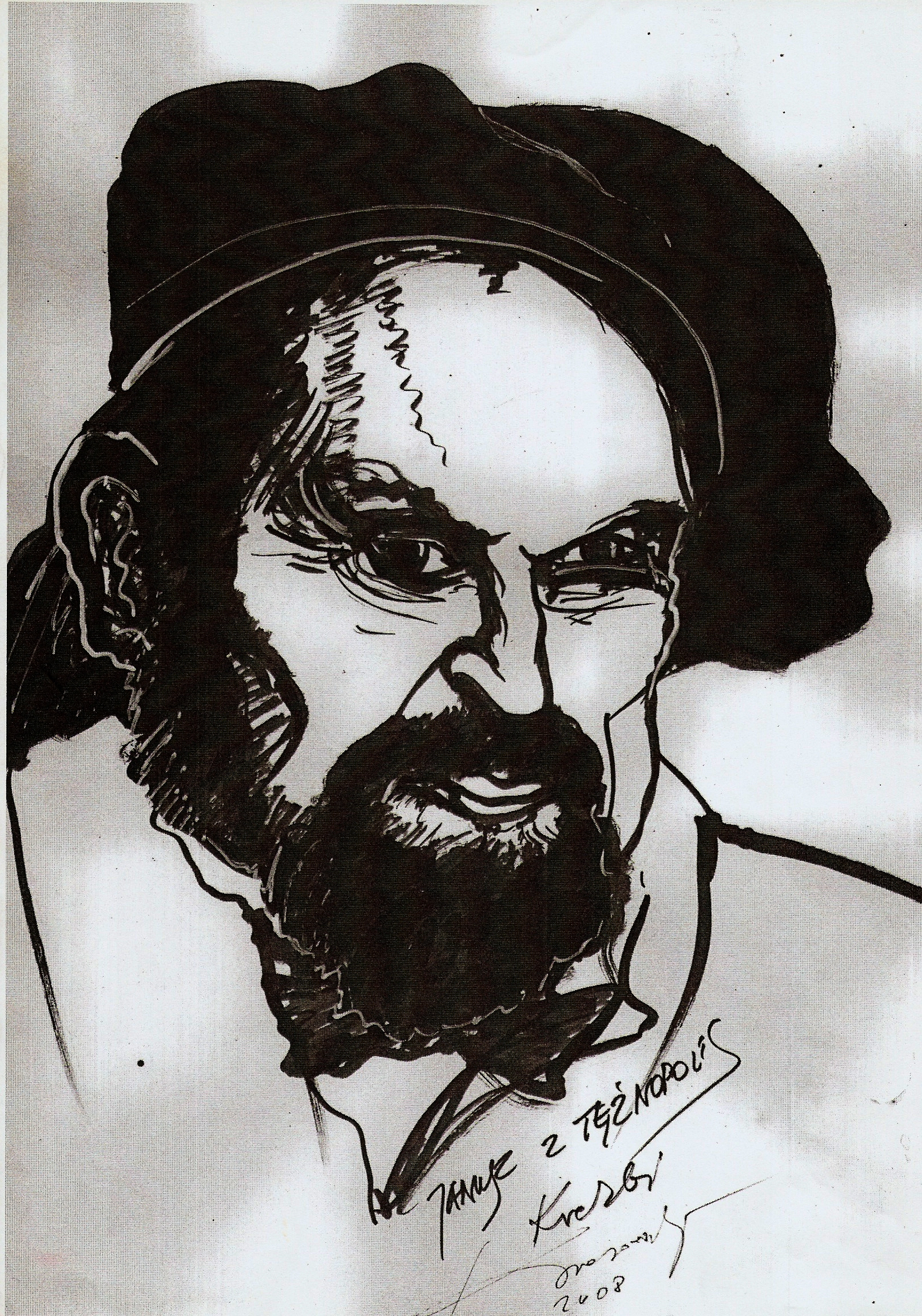
portret Janusza Żernickiego autorstwa Zbigniewa Kresowatego

Janusz Żernicki (ur. 12 kwietnia 1939 w Ciechocinku, zm. 7 października 2001 w Aleksandrowie Kujawskim) – polski poeta.

## Życiorys
Studiował filologię polską na Uniwersytecie Mikołaja Kopernika i pedagogikę na Uniwersytecie Łódzkim. Jako poeta debiutował 1957 roku na łamach tygodnika „Przegląd Kulturalny”. Pracował jako instruktor kulturalno-oświatowy w Funduszu Wczasów Pracowniczych we Władysławowie i Lądku-Zdroju, później nauczyciel w Ciechocinku, następnie w referacie kultury Miejskiej Rady Narodowej. Był związany z Orientacją poetycką Hybrydy. Członek Związku Literatów Polskich od 1968.

## Twórczość
- Szept przez wiatry 1964
- Landszaft z wędrującym dnem 1968
- Trzynaście miesięcy 1968
- Sen bez skrzypiec 1971
- Bez zdarzeń 1974
- Kurz, życie moje 1978
- Menady 1983
- Wędrowiec w jednym sandale 1985
- Neuryty 1986
- Wierność martwemu morzu 1989
- Palę świece w południe 1993
- Nie ma mnie na wspólnej fotografii 1994
- Rwijcie lilie z lotu mew 1995
- Rzeki bez morza 1997
- Wędrowiec z Tężniopolis 1998